# Aplocheilichthys antinorii
Aplocheilichthys antinorii är en fiskart som först beskrevs av Vinciguerra, 1883.  Aplocheilichthys antinorii ingår i släktet Aplocheilichthys och familjen Poeciliidae. IUCN kategoriserar arten globalt som livskraftig. Inga underarter finns listade i Catalogue of Life.